# Antonio Marcucci
Antonio Marcucci (ur. 17 listopada 1937 w Faenzy) – włoski zapaśnik walczący w stylu wolnym. Olimpijczyk z Rzymu 1960, gdzie zajął dziesiąte miejsce w kategorii do 87 kg.